# Vincent Le Goff
Vincent Le Goff (Quimper, Francia; 15 de octubre de 1989) es un exfutbolista francés. Jugaba de lateral izquierdo, pasó toda su carrera en su país.

## Trayectoria
En julio de 2014, Le Goff fichó con el Lorient.
En enero de 2024, anunció su retiro como futbolista.

## Estadísticas
Actualizado al último partido disputado el 16 de abril de 2023.
| Club                     | Div.          | Temporada     | Liga  | Liga  | Copas nacionales | Copas nacionales | Copas internacionales | Copas internacionales | Total | Total |
| Club                     | Div.          | Temporada     | Part. | Goles | Part.            | Goles            | Part.                 | Goles                 | Part. | Goles |
| ------------------------ | ------------- | ------------- | ----- | ----- | ---------------- | ---------------- | --------------------- | --------------------- | ----- | ----- |
| Laval Francia            | 2.ª           | 2009-10       | 2     | 0     | —                | —                | —                     | —                     | 2     | 0     |
| Laval Francia            | Total club    | Total club    | 2     | 0     | 0                | 0                | 0                     | 0                     | 2     | 0     |
| La Vitréenne Francia     | 4.ª           | 2010-11       | 32    | 7     | —                | —                | —                     | —                     | 32    | 7     |
| La Vitréenne Francia     | Total club    | Total club    | 32    | 7     | 0                | 0                | 0                     | 0                     | 32    | 7     |
| Le Poiré sur Vie Francia | 3.ª           | 2011-12       | 26    | 1     | —                | —                | —                     | —                     | 26    | 1     |
| Le Poiré sur Vie Francia | 3.ª           | 2012-13       | 33    | 0     | 3                | 0                | —                     | —                     | 36    | 0     |
| Le Poiré sur Vie Francia | Total club    | Total club    | 59    | 1     | 3                | 0                | 0                     | 0                     | 62    | 1     |
| Istres Francia           | 2.ª           | 2013-14       | 38    | 2     | 3                | 1                | —                     | —                     | 41    | 3     |
| Istres Francia           | Total club    | Total club    | 38    | 2     | 3                | 1                | 0                     | 0                     | 41    | 3     |
| Lorient Francia          | 1.ª           | 2014-15       | 28    | 1     | 2                | 0                | —                     | —                     | 30    | 1     |
| Lorient Francia          | 1.ª           | 2015-16       | 27    | 0     | 4                | 0                | —                     | —                     | 31    | 0     |
| Lorient Francia          | 1.ª           | 2016-17       | 40    | 1     | 3                | 0                | —                     | —                     | 43    | 1     |
| Lorient Francia          | 2.ª           | 2017-18       | 38    | 2     | 5                | 0                | —                     | —                     | 43    | 2     |
| Lorient Francia          | 2.ª           | 2018-19       | 37    | 3     | 1                | 0                | —                     | —                     | 38    | 3     |
| Lorient Francia          | 2.ª           | 2019-20       | 27    | 1     | 2                | 0                | —                     | —                     | 29    | 1     |
| Lorient Francia          | 1.ª           | 2020-21       | 26    | 0     | 1                | 0                | —                     | —                     | 27    | 0     |
| Lorient Francia          | 1.ª           | 2021-22       | 34    | 1     | 0                | 0                | —                     | —                     | 34    | 1     |
| Lorient Francia          | 1.ª           | 2022-23       | 30    | 0     | 1                | 0                | —                     | —                     | 31    | 0     |
| Lorient Francia          | Total club    | Total club    | 287   | 9     | 19               | 0                | 0                     | 0                     | 306   | 9     |
| Total carrera            | Total carrera | Total carrera | 416   | 19    | 25               | 1                | 0                     | 0                     | 443   | 20    |

## Palmarés

### Títulos nacionales
| Título  | Club    | País    | Año     |
| ------- | ------- | ------- | ------- |
| Ligue 2 | Lorient | Francia | 2019-20 |